# Port lotniczy Treinta y Tres
Port lotniczy Treinta y Tres (hiszp. Aeropuerto Treinta y Tres) – jeden z urugwajskich portów lotniczych. Znajduje się w mieście Treinta y Tres.